# Corinna Dentoniová
Corinna Dentoniová (* 30. července 1989, Pietrasanta, Itálie) je současná italská profesionální tenistka. Její nejvyšší umístění na žebříčku WTA ve dvouhře bylo 132. místo (22. červen 2009) a ve čtyřhře 151. místo (25. květen 2009). Na okruhu WTA nevyhrála žádný turnaj, ale z okruhu ITF si již odnesla 4 tituly ve dvouhře a 1 ve čtyřhře.

## Finálové účasti na turnajích WTA (0)
Žádné.

## Vítězství na okruhu ITF (5)

### Dvouhra (4)
| Č. | Datum              | Turnaj          | Dotace   | Povrch | Soupeřka ve finále      | Výsledek      |
| 1. | 16. červenec, 2005 | Monteroni       | 10 000 $ | antuka | Verdiana Verardiová     | 6-0, 5-7, 6-4 |
| 2. | 17. září, 2005     | Torre del Greco | 10 000 $ | antuka | Jana Juricová           | 6-3, 6-2      |
| 3. | 8. duben, 2007     | Cavtat          | 10 000 $ | antuka | Maria-Belen Corbolanová | 6-2, 6-2      |
| 4. | 22. září, 2007     | Telavi          | 25 000 $ | antuka | Anna Gerasimouová       | 6-2, 1-6, 6-0 |

### Čtyřhra (1)
| Č. | Datum              | Turnaj  | Dotace   | Povrch | Partnerka            | Soupeřky ve finále                  | Výsledek |
| 1. | 26. červenec, 2008 | Petange | 75 000 $ | antuka | Anastasia Pivovarová | Stéphanie Foretzová İpek Şenoğluová | 6-4, 6-1 |

## Postavení na žebříčku WTA na konci sezóny

### Dvouhra
| Rok    | 2005 | 2006   | 2007   | 2008   | 2009   |
| Pořadí | 761. | ▼ 770. | ▲ 265. | ▲ 142. | ▼ 195. |

### Čtyřhra
| Rok    | 2007 | 2008   | 2009   |
| Pořadí | 632. | ▲ 185. | ▼ 264. |